# Luigi Maria Musati
Luigi Maria Musati (Fermo, 30 giugno 1949) è un regista teatrale e drammaturgo italiano.

## Biografia
Nato a Fermo nel 1949, si diploma presso il liceo classico della città marchigiana nel 1967.
Ammesso al collegio dell'Università Cattolica di Milano, si forma alla scuola di Mario Apollonio e Sisto Dalla Palma, laureandosi col massimo dei voti in storia del teatro, con una tesi sulla "drammaturgia come gioco sacro". Tra il 1973 e il 1974 è borsista presso l'Università di Urbino, istituto dello spettacolo, dove lavora come assistente di Luciano Codignola. Dal 1975 è chiamato a insegnare storia del teatro presso l'Accademia nazionale d'arte drammatica "Silvio D'Amico" di Roma, diventando successivamente titolare della cattedra.
Nel 1976 fonda, "Il cielo", laboratorio di arti dello spettacolo, divenuto poi il "teatro Argot".
Nel 1986, vince il concorso per la direzione dell'accademia, divenendone il sesto direttore. Tra il 1986 e il 2012, come direttore dell'Accademia d'arte drammatica coordina rapporti e accordi bilaterali con numerosi istituti internazionali, tra cui l'Istitut del Teatre (Barcellona); The Guilhall school of Music and Drama (Londra), La scuola teatrale e il teatro sperimentale (Louvain-la-neuve); Der Hochschule der Kunste (Berlino); GITIS (Mosca); l'Accademia teatrale di Leningrado-San Pietroburgo; Danske Theaterschole (Kobenhaven); l'Ecole superiore (Lion); le università di Auckland e Wellington (Nuova Zelanda); la Scuola teatrale di Ramat-Gan (Israele); il teatro LaMama (New York), l'ACT di San Francisco (USA); The school of Music and Drama (Montreal).
Nel 1992, fonda la compagnia teatrale La camera chiara, associazione culturale attiva fino al 2002, per il teatro di poesia e la memoria storica della città di Fermo, con cui ha realizzato laboratori, spettacoli e "I luoghi, la memoria", laboratorio permanente.
Nel 2006 è stato oggetto di pesanti critiche sia da parte degli studenti che da parte di alcuni elementi del corpo docente dell'Accademia. È stato sostituito nell'incarico nel 2012 da Lorenzo Salveti.
Dal 2007 è distaccato presso il Ministero dell'università e della ricerca come consigliere per l'alta formazione artistica e musicale. Nel 2012 diviene direttore emerito.
Dal 2002 è inoltre condirettore del teatro "Matacandelas" di Medellín (Colombia).
Tra il 2008 e il 2012, dirige per a stagione teatrale del teatro di Porto San Giorgio (FM) “Fuori contesto/La stanza dell'attore” laboratori-spettacolo sulla drammaturgia classica e contemporanea.

## Filmografia
- Delitti esemplari, regia di Luca Alcini e Pietro Bontempo (1988)

## Teatro (parziale)
- Quattro Quartetti. di T.S. Eliot (1984).
- Le Metamorfosi, di Ovidio (1990).
- Due drammi celtici di William Butler Yeats (1992) (prima assoluta in Italia).
- Libro di Sogni/ Libro de suenos (1993), drammaturgia da Artaud e Borges, in collaborazione con l'Escuela Nacional de Arte Dramatico di Bogotà (Colombia), presentato al Festival di Montalcino e al Festival di Manizales (Colombia), con un gruppo di allievi delle due scuole.
- In Principio, barà Elohim (1994-1996) drammaturgia dal 1º capitolo del Genesi e da testi della Tradizione Ermetica e Pitagorica, presentato in anteprima a Foligno e successivamente in Spagna, Israele, Canada, Stati Uniti, Cuba, Costarica, Colombia, Argentina, Nuova Zelanda, Sud Africa.
- Il Poeta in gabbia: Pound a Pisa (1998; 2013). In Italiano e in spagnolo.
- Le quattro stagioni della Cavalleria, dai romanzi cortesi di Chretien de Troyes e Thomas Malory (1993).
- Tracce di Oliverotto da Fermo (1996; 2002).
- La Cerca del Nome (1997 e 1999).
- Il Masque di Morte Rossa da Edgar Allan Poe (1999).
- Donna de Paradiso di Jacopone da Todi, Sacra rappresentazione per il venerdì Santo (2000).
- Il Ferro e la Pietra: Ludovico Euffreducci (2001).
- Medea di Seneca (2002, 2005).
- La caduta della casa degli Usher da Edgar Allan Poe (2007).
- Quattro donne basato su quattro opere letterarie di Edgar Allan Poe (2008)
- Ego scriptor su Ezra Pound (2013).
- Il Masque di Morte Rossa da Edgar Allan Poe (2018).